# IC 4740
IC 4740 ist eine Balken-Spiralgalaxie vom Hubble-Typ SBc im Sternbild Pfau am Südsternhimmel. Sie ist schätzungsweise 249 Millionen Lichtjahre von der Milchstraße entfernt.
Das Objekt wurde im September 1900 von DeLisle Stewart entdeckt.